# Maya Hawke
Maya Ray Thurman Hawke (Nova Iorque, 8 de julho de 1998) é uma atriz, modelo, cantora e compositora americana, filha de Uma Thurman e Ethan Hawke. Ela é mais conhecida por interpretar Robin Buckley na série Stranger Things.

## Biografia
Maya é a filha mais velha dos atores Ethan Hawke e Uma Thurman. Seus pais se conheceram no set de Gattaca (1997) e se casaram em maio de 1998, porém se divorciaram em 2005. Hawke tem um irmão. Ela também tem duas meias-irmãs da segunda esposa de seu pai, Ryan Shawhughes. E tem outra meia-irmã do ex-noivo de sua mãe, o financista Arpad Busson.
Hawke tem dislexia, o que resultou em sua mudança de escola com frequência durante sua educação primária antes de finalmente ser matriculada na Saint Ann's School, uma escola particular no Brooklyn, Nova York, que enfatiza a criatividade artística e não avalia o trabalho. O ambiente artístico acabou por levá-la a atuar. Hawke também participou de estudos de verão na Royal Academy of Dramatic Art em Londres e no Stella Adler Studio of Acting em Nova York. Ela estudou para um BFA em atuação na Juilliard School por um ano antes de desistir depois de aceitar seu papel em Little Women.

## Carreira

### Modelagem
Como sua mãe e sua avó, Hawke foi modelo para a Vogue no início de sua carreira. Ela também foi escolhida como o rosto da coleção 2016/2017 da varejista de moda britânica AllSaints. Em 2017, ela estrelou como um dos vários rostos em uma campanha de vídeo para a linha de roupas íntimas da Calvin Klein, dirigida por Sofia Coppola.

### Atuação

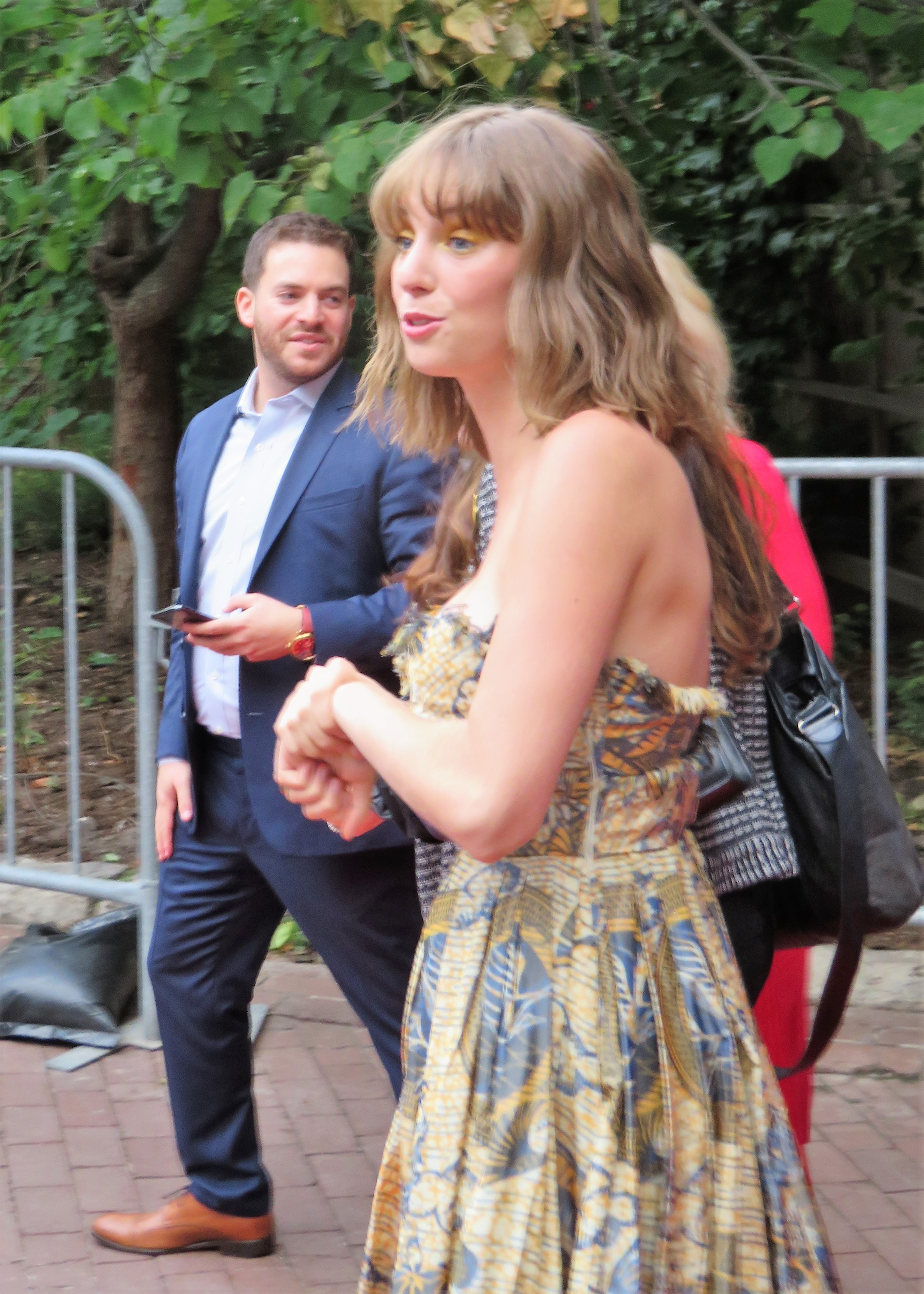
Hawke no Toronto Film Festival, 2019.

Hawke fez sua estreia como atriz em 2017 como Jo March na adaptação da minissérie da BBC de Little Women. Em setembro de 2018, ela estrelou o thriller Ladyworld, dirigido por Amanda Kramer. Mais tarde, em 2019, Hawke deu vida a personagem Robin Buckley na terceira temporada de Stranger Things da Netflix.
Em 2020, Hawke estrelou o segundo filme de Gia Coppola, Mainstream, ao lado de Andrew Garfield. No mesmo ano, ela estrelou o quinto episódio da minissérie The Good Lord Bird, estrelada por seu pai, Ethan Hawke. Ela estrelou como Annie Brown, a filha do personagem de seu pai. Em junho, ela apareceu em Italian Studies, escrito e dirigido por Adam Leon e co-estrelado por Vanessa Kirby. Ele estreou no Tribeca Film Festival e mais tarde sendo lançado em 14 de janeiro de 2022. Ainda naquele mês, ela apareceu como Heather no filme de terror da Netflix, Fear Street Part One: 1994. Em 2021, ela também estrelou uma série de podcasts spin-off baseada em seu personagem de Stranger Things, Rebel Robin: Surviving Hawkins. Ela estrelou outra série de podcast com roteiro, The Playboy Interview, na qual ela interpreta Helen Gurley Brown.
Em setembro de 2022, Hawke estrelou o filme de comédia sombria da Netflix, Do Revenge, ao lado de Camila Mendes. Em abril de 2022, ela foi escalada para o filme biográfico de Bradley Cooper sobre Leonard Bernstein, Maestro, co-estrelado por Cooper e Carey Mulligan. Em maio, foi relatado que ela havia sido escalada para o próximo filme The Kill Room ao lado de sua mãe Uma Thurman e Samuel L. Jackson.

### Música
Em agosto de 2019, Hawke lançou seus dois primeiros singles, "To Love a Boy" e "Stay Open". As canções foram escritas e gravadas por Hawke e pelo cantor e compositor vencedor do Grammy Jesse Harris. Hawke realizou uma série de shows em Nova York no início de 2020, suas primeiras apresentações ao vivo solo como música. Em cada um desses shows, Hawke foi apoiado por Benjamin Lazar Davis, Tōth, Will Graefe e Nick Cianci, respectivamente.
Em 18 de março de 2020, Hawke lançou o primeiro single "By Myself" e anunciou seu álbum de estreia intitulado Blush em meio aos protestos do Black Lives Matter de 2020. Hawke escreveu: "Sinto que este não é um momento para autopromoção. É um momento para ativação, educação e autoexame". O segundo single do álbum, "Coverage", foi lançado em 22 de abril de 2020. Inicialmente previsto para lançamento em 19 de junho de 2020, Blush foi adiado para 21 de agosto de 2020. Para apoiar o lançamento de Blush, Hawke apareceu como convidada musical pela primeira vez em sua carreira no The Today Exibição no final de agosto de 2020.
Em 29 de junho de 2022, juntamente com o lançamento do single "Thérèse", Hawke anunciou seu segundo álbum Moss, com lançamento ocorrido em 23 de setembro de 2022.

## Filmografia

### Filmes
| Ano  | Título                        | Papel           | Notas            | Ref.          |
| ---- | ----------------------------- | --------------- | ---------------- | ------------- |
| 2018 | Ladyworld                     | Romy            |                  | [ 22 ] [ 23 ] |
| 2019 | Once Upon a Time in Hollywood | "Flower Child"  |                  |               |
| 2019 | Human Capital                 | Shannon         |                  | [ 24 ]        |
| 2019 | As They Slept                 | Margaret        | Curta-metragem   |               |
| 2019 | Memory Xperiment: Kathy Acker | Kathy Acker     | Curta-metragem   |               |
| 2020 | Mainstream                    | Frankie         |                  | [ 25 ]        |
| 2021 | Italian Studies               | Erin            |                  |               |
| 2021 | Fear Street Part One: 1994    | Heather Watkins | Filme da Netflix |               |
| 2022 | Do Revenge                    | Eleonor         | Filme da Netflix |               |
| 2023 | Asteroid City                 | June Douglas    |                  |               |
| 2023 | Maestro                       | Jamie Bernstein |                  | [ 26 ]        |
| 2023 | The Kill Room                 | Grace           |                  |               |
| 2024 | Inside Out 2                  | Ansiedade (voz) | Pós-Produção     | [ 27 ]        |

### Televisão
| Ano           | Title                               | Papel         | Notas                               |
| ------------- | ----------------------------------- | ------------- | ----------------------------------- |
| 2017          | Little Women                        | Jo March      | Minissérie                          |
| 2018          | Orchard House: Home of Little Women | Ela mesma     | Documentário especial               |
| 2019–presente | Stranger Things                     | Robin Buckley | Papel principal (3ª temp.–presente) |
| 2020          | The Good Lord Bird                  | Annie Brown   | Minissérie                          |
| 2022          | The Last Movie Stars                | Ela mesma     | Documentário                        |

### Podcast
| Ano  | Título                         | Papel              | Nota            |
| ---- | ------------------------------ | ------------------ | --------------- |
| 2021 | Rebel Robin: Surviving Hawkins | Robin Buckley      | Papel principal |
| 2021 | The Playboy Interview          | Helen Gurley Brown | Papel principal |

## Discografia

### Álbuns de estúdio
- Blush (2020)
- Moss (2022)

### Singles
| Ano  | Título                        | Álbum                          | Ref.   |
| ---- | ----------------------------- | ------------------------------ | ------ |
| 2019 | "To Love a Boy" / "Stay Open" | Não adicionando à nenhum álbum | [ 29 ] |
| 2020 | "By Myself"                   | Blush                          | [ 30 ] |
| 2020 | "Coverage"                    | Blush                          | [ 31 ] |
| 2020 | "So Long"                     | Blush                          |        |
| 2020 | "Generous Heart"              | Blush                          | [ 32 ] |
| 2021 | "Blue Hippo"                  | Não adicionando à nenhum álbum | [ 33 ] |
| 2022 | "Thérèse"                     | Moss                           | [ 34 ] |
| 2022 | "Sweet Tooth"                 | Moss                           | [ 35 ] |

### Videoclipe
| Ano  | Título                              | Artista    | Álbum                          |
| ---- | ----------------------------------- | ---------- | ------------------------------ |
| 2020 | "By Myself"                         | Maya Hawke | Blush                          |
| 2020 | "Is There Something in the Movies?" | Samia      | The Baby                       |
| 2020 | "Generous Heart"                    | Maya Hawke | Blush                          |
| 2021 | "Blue Hippo"                        | Maya Hawke | Não adicionando à nenhum álbum |
| 2022 | "Thérèse"                           | Maya Hawke | Moss                           |
| 2022 | "Sweet Tooth"                       | Maya Hawke | Moss                           |

## Prêmios e Indicações
Por seu trabalho em Stranger Things, Hawke foi indicada para Melhor Performance de Elenco em Série Dramática no 26º Screen Actors Guild Awards.
| Ano  | Prêmio                        | Categoria                                                | Trabalho        | Resultado | Ref.   |
| ---- | ----------------------------- | -------------------------------------------------------- | --------------- | --------- | ------ |
| 2019 | Saturn Awards                 | Best Supporting Actress in Streaming Presentation        | Stranger Things | Venceu    | [ 37 ] |
| 2019 | Hunter Mountain Film Festival | Best Actress                                             | As They Slept   | Venceu    |        |
| 2019 | Women's Image Network Awards  | Best Actress in a MFT Movie / Mini-Series                | Little Women    | Venceu    | [ 38 ] |
| 2020 | Screen Actors Guild Awards    | Outstanding Performance by an Ensemble in a Drama Series | Stranger Things | Indicado  | [ 39 ] |